# 光学異性体

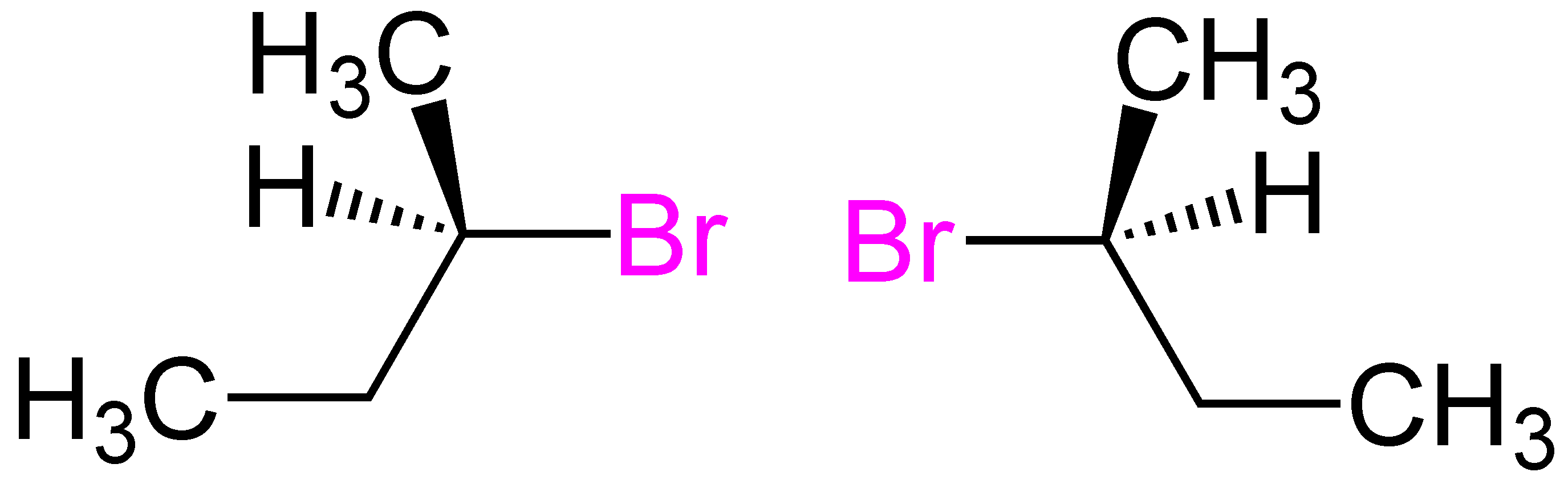
(R)-2-ブロモブタン（左）と(S)-2-ブロモブタン（右）

光学異性体（こうがくいせいたい）とは、主に有機化学で用いられる用語である。"optical isomer" の訳語で、立体異性体の種類を表すが、IUPACでは使用が推奨されておらず、代わりに「エナンチオマー」や「ジアステレオマー」を使うことが推奨されている。関連する光学的な現象の詳細については、「キラリティー」および「旋光」（光学活性）の項を参照されたい。
生化学や天然物化学、また薬学では、有機化合物の光学異性体の区別が重要になる。生体を構成する物質に異性体が多かったり、異性体の違いにより生理活性が異なるためである。

## 用語の変遷
歴史的には最初、互いに大きさが等しく正負が逆の「旋光性」（光学活性）を示す一対の化合物を互いに「光学異性体」と定義した。そして旋光性の原因が分子のキラリティーによることが判明すると、「鏡像異性体」、「対掌体」、または「エナンチオマー」の同義語として使われるようになった。厳密に言えば「光学異性体」は光学活性という観測可能な物性に由来する用語であり、構造に由来する用語である「エナンチオマー」とは別の定義なのだが、実際上はほとんど区別せずに使われてきた。また不斉炭素原子を複数持つ分子の異性体である「ジアステレオマー」の概念が登場すると、エナンチオマーとジアステレオマーとを合わせて「光学異性体」とする使い方もなされるようになった。だが今でも「光学異性体」を「エナンチオマー」の同義語として使っているテキストの方が多い。日本の高校の化学では未だに「光学異性体」という用語を使っているが、高校課程ではジアステレオマーがまだ扱われないため、このような曖昧性はあまり問題にはならないようである。
光学異性 (optical isomerism) という言葉は結晶構造に由来する旋光性に関して使われることもある。これは結晶格子の配置に由来する旋光性であり、特に「左右像 (enantiomorph)」と表される。

## 命名法
IUPAC命名法では右旋性を(+)で左旋性を(-)で表し、絶対立体配置は不斉中心の4個の置換基の命名上の優先順位によりSまたはRを用いるRS表示法で表す。ただし、旋光性と絶対配置の間に関連性は無く、両者の概念は独立している。
また、歴史的経緯により、d, l も用いられるが、旋光性ではなく相対立体配置を意味する場合があるので注意が必要である。現在のIUPAC命名法では相対立体配置は D, L で表すのが正しい。
dl および DL、さらに (+)(-) は1分子全体にひとつ付ける名称記号だが、RS は分子内の不斉中心ごとにひとつひとつ付ける記号である。したがって複数の不斉中心を持つ分子では、その数だけ名称中に R または S の記号が添えられることになる。
ちなみに、d, l は dextro-rotatory（右旋性）、levo-rotatory（左旋性）に由来する。dextro、levoはそれぞれラテン語の右、左を意味する語から来ている。一方、R、S は同じくラテン語の直立、左を意味するRectus、Sinisterに由来する。